# Конрад фон Щолберг-Вернигероде
Конрад фон Щолберг-Вернигероде (на немски: Konrad Graf zu Stolberg-Wernigerode; * 9 юни 1811 в Петерсвалдау (Pieszyce) в Долносилезко войводство, Полша; † 31 август 1851 в Дирзфорт при Везел в Северен Рейн-Вестфалия) от фамилията Щолберг е граф на Щолберг-Вернигероде в Дирзфорт при Везел в Северен Рейн-Вестфалия.
Той е вторият син на пруския държавен министър граф Антон фон Щолберг-Вернигероде (1785 – 1854) и съпругата му фрайин Луиза Тереза Шарлота Фридерика Каролина фон дер Реке (1787 – 1874), дъщеря на пруския министър фрайхер Еберхард Фридрих Кристоф фон дер Реке (1744 – 1818) и фрайин Елиза Доротея Луиза фон Финке (1763 – 1838).

## Фамилия
Конрад фон Щолберг-Вернигероде се жени на 4 октомври 1838 г. в Грос-Камин за фрайин Мариана Вилхелмина Йохана фон Ромберг (* 22 януари 1821, Брун; † 14 декември 1884, Грос-Камин), дъщеря на фрайхер Антон Конрад фон Ромберг († 1833) и графиня Амалия фон Дьонхоф (1798 – 1879). Те имат 6 деца:
- Удо фон Щолберг-Вернигероде (* 4 март 1840, Берлин; † 19 февруари 1910, Берлин), президент на имперското народно събрание (1907 – 1910), женен на 26 юли 1871 г. в Бойценбург за графиня Мария Хенриета Елизабет фон Арним (* 13 юни 1849; † 31 март 1917), дворцова дама на императрицата, дъщеря на граф Адолф Хайнрих фон Арним-Бойценбург (1803 – 1868) и графиня Анна Каролина фон дер Шуленбург (1804 – 1886); имат 10 деца
- Херман фон Щолберг-Вернигероде (* 27 ноември 1841; † 29 юни 1842)
- Максимилиан фон Щолберг-Вернигероде (* 26 юни 1843, Дирзфорт; † 19 март 1887, Дрезден), женен на 17 юни 1881 г. в Мюнстер за графиня Маргарета фон Щолберг-Вернигероде (* 9 януари 1855; † 11 декември 1928), дъщеря на граф Вилхелм фон Щолберг-Вернигероде (1807 – 1898) и графиня Елизабет фон Щолберг-Росла (1817 – 1896); имат един син
- Райнхард фон Щолберг-Вернигероде (* 9 февруари 1846; † 11 август 1887, дворец Оберау при Любен), неженен
- Стефан фон Щолберг-Вернигероде (* 24/27 декември 1847, Дирзфорт; † 7 октомври 1891, Оберау), женен на 27 април 1880 г. в Шварцау за Ернестина Августа Ердмута Ордалия Никиш фон Розенегк (* 6 декември 1853; † 14 октомври 1916); имат 6 деца
- Антония фон Щолберг-Вернигероде (* 24 март 1850; † 12 декември 1878, Вернигероде), омъжена на 12 юли 1870 г. в Дьонхофщет за граф Константин фон Щолберг-Вернигероде (* 8 октомври 1843; † 27 май 1905), обер-президент на Пруската провинция Хановер, син на граф Вилхелм фон Щолберг-Вернигероде (1807 – 1898) и графиня Елизабет фон Щолберг-Росла (1817 – 1896); имат 5 деца